# Little Ross
Little Ross ist eine zwölf Hektar große Insel im Norden  der Irischen See vor der Südwestküste Schottlands. Sie liegt am äußeren westlichen Ende der Bucht vor Kirkcudbright (Council Area Dumfries and Galloway). Vom gegenüberliegenden Festland (Gypsy Point) ist sie nur etwa 400 Meter getrennt. Auf der Insel befindet sich ein Leuchtturm. Die Insel kann nur per Boot oder Helikopter erreicht werden.

## Geschichte
Der Leuchtturm wurde 1843 von Alan Stevenson erbaut, um die Lücke zwischen den benachbarten Leuchttürmen auf dem Mull of Galloway und in Southerness zu schließen. Der Leuchtturm ist gut 20 m (66 feet) hoch. Im 20. Jahrhundert war die Insel von zwei Leuchtturmwärtern und deren Familien bewohnt.
Im August 1960 fanden Mitarbeiter der königlichen Seenotrettungsorganisation RNLI den leblosen Körper des Leuchtturmwärters Hugh Clark, der von seinem Kollegen Robert Dickson ermordet worden war. Dickson wurde nach einer landesweiten Verfolgungsjagd verhaftet und zu lebenslanger Haft verurteilt.
1961 wurde der Leuchtturmbetrieb automatisiert. Der benötigte Strom wird durch Solarzellen und eine kleine Windkraftanlage erzeugt.
Im Juli 2017 wurde die Insel für 325.000 £ zum Verkauf angeboten; der Preis entspricht in etwa einer Zweizimmerwohnung in Edinburgh, würde in London jedoch nicht dafür reichen. Das Angebot beinhaltet ein kleines Landhaus mit sechs Schlafzimmern sowie drei baufällige Scheunen, jedoch nicht den Leuchtturm, der immer noch in Betrieb ist.